# Resolució 831 del Consell de Seguretat de les Nacions Unides
La Resolució 831 del Consell de Seguretat de les Nacions Unides fou adoptada el 27 de maig de 1993. Després de reafirmar la resolució 186 (1964) i totes les resolucions posteriors sobre Xipre, el Consell va examinar la situació financera de la Força de les Nacions Unides pel Manteniment de la Pau a Xipre (UNFICYP).
El Consell de Seguretat va ratificar que l'extensió del mandat de la força de manteniment de la pau de la UNFICYP a Xipre es revisaria cada sis mesos. Destaca la importància de les contribucions voluntàries a les operacions de manteniment de la pau de les Nacions Unides, en particular la importància d'un ràpid acord del conflicte de Xipre i la implementació de mesures de foment de la confiança. Ambdues parts foren instades a cooperar amb la UNFICYP a estendre l'acord de neutralització de 1989 a tots els àmbits de la Línia Verda, on els dos bàndols estaven molt a prop.
La Resolució 831 va continuar expressant el seu reconeixement per les contribucions voluntàries fetes a la UNFICYP, que demanaven més contribucions voluntàries màximes en el futur. A partir de la següent pròrroga del mandat de la força de manteniment de la pau abans del 15 de juny de 1993, les despeses no cobertes per les contribucions voluntàries seran cobertes com a despeses de les Nacions Unides. També decideix que la UNFICYP s'hauria de reestructurar per incloure un nombre addicional d'observadors per reconeixement, subratllant la responsabilitat de les parts per minimitzar la tensió i facilitar el funcionament de la UNFICYP a l'illa. Això implicaria una reducció de les tropes i defensa estrangeres establertes a Xipre, i una revisió de la UNFICYP pel secretari general Boutros Boutros-Ghali tindia lloc al desembre de 1993. Durant aquest temps, la força de manteniment de la pau es va reduir en un 28 %.
La resolució va ser aprovada per 14 vots contra cap, amb una abstenció de Pakistan.